# PREM

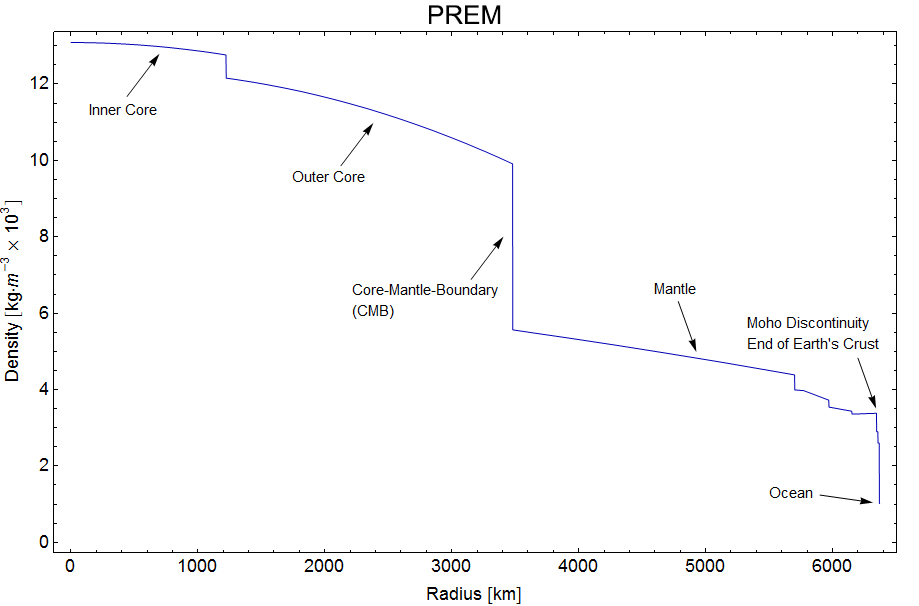
Radiale Dichteverteilung der Erde nach dem PREM

Resultierener Verlauf der Fallbeschleunigung im Vergleich zu groben Näherungen durch konstante bzw. lineare Dichte

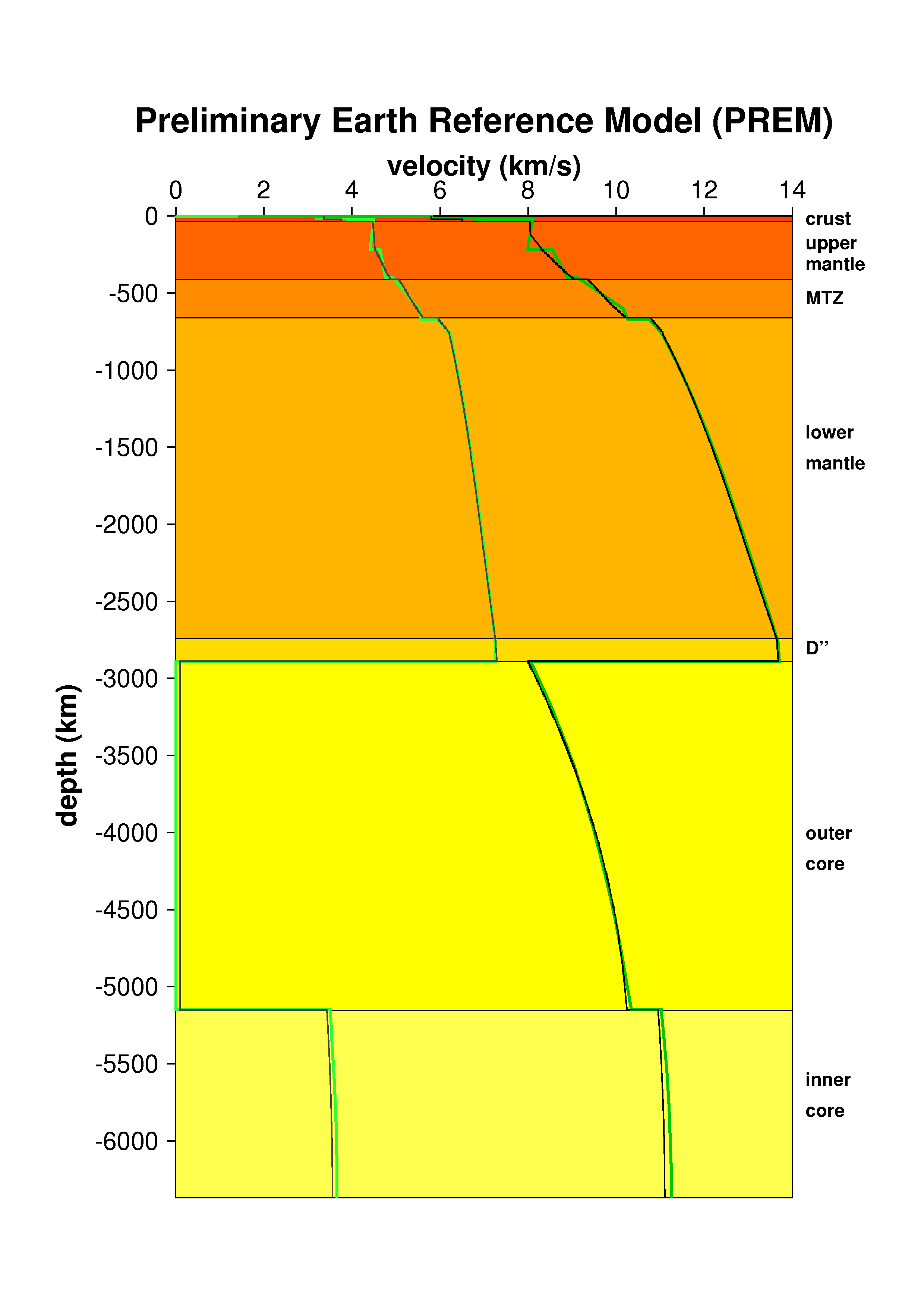
Seismische Geschwindigkeiten für P- und S-Wellen nach dem Referenzmodell PREM (dunkel- bzw. hellgrün) im Vergleich mit dem IASP91-Referenzmodell (schwarz bzw. grau).

PREM (Abk. für Preliminary Reference Earth Model) ist ein Referenzmodell für seismische Geschwindigkeiten, Dichte, Druck und weitere physikalische Parameter im Erdinneren. Es ist neben dem IASP91- und dem AK135-Referenzmodell eines der am häufigsten benutzten Erdmodelle.

## Grundlagen
Die Ausbreitung von Erdbebenwellen durch den Erdkörper ist abhängig von der Verteilung der seismischen Geschwindigkeiten im Erdinneren. Diese hängen wiederum von den elastischen Parametern ab, die mit Druck und Dichte variieren. Aus den Laufzeiten verschiedener seismischer Wellenzüge, die von einem Erdbebenherd zu unterschiedlich weit entfernten Messstationen laufen, kann auf die globale Änderung der Geschwindigkeiten mit der Tiefe zurückgeschlossen werden.
Unterschiedliche Wellenphasen laufen dabei auf verschiedenen Strahlwegen durch den Erdkörper und liefern daher Informationen aus verschiedenen Tiefen. Aus einer Vielzahl einzelner Messwerte kann der graduelle Verlauf der Geschwindigkeitskurve bestimmt werden.

## PREM
Das Preliminary Reference Earth Model wurde 1981 von Adam M. Dziewonski und Don L. Anderson entwickelt. Es handelt sich dabei um ein 1D-Geschwindigkeitsmodell für die Erde. Die Radiusangaben beziehen sich auf den mittleren Erdradius von 6371 km.
Zur genaueren Bestimmung der Dichteänderung mit der Tiefe wurden neben Erdbebenwellen auch Eigenschwingungen der Erde berücksichtigt. Lokale Geschwindigkeitsänderungen durch kleinräumige Heterogenitäten wurden durch Mittelung über eine Vielzahl von Einzelmessungen eliminiert. Ein Vorteil gegenüber anderen Referenzmodellen ist außerdem die Einbeziehung von Anisotropie in den oberen ca. 200 km.
In der Abbildung werden die Geschwindigkeitskurven nach PREM (hell- und dunkelgrün) direkt mit denen des IASP91-Modells (grau und schwarz) verglichen. Markante Unterschiede liegen z. B. in den Tiefen seismischer Diskontinuitäten. So ist die Mohorovičić-Diskontinuität (Krusten-Mantel-Grenze) nach PREM 10 km flacher als in IASP91, während die Mächtigkeit der Mantelübergangszone (MTZ) nach PREM um ca. 20 km größer ist. Wie IASP91 berücksichtigt auch PREM lediglich die kontinentale Kruste. Für die wesentlich dünnere ozeanische Kruste besitzen beide keine Gültigkeit.
Ein deutlicher Unterschied zu IASP91 ist auch der sehr ausgeprägte Geschwindigkeitssprung innerhalb des oberen Mantels bei 220 km (Lehmann-Diskontinuität), die nach neueren Erdmodellen eher als Änderung des Gradienten, statt eines echten sprunghaften Anstiegs der Geschwindigkeit dargestellt wird.

## Weblink
- Daten der Modelle PREM, IASP91 und AK135 in Tabellenform